# Blaptica vianai
Blaptica vianai är en kackerlacksart som beskrevs av Frank Nigel Hepper 1967. Blaptica vianai ingår i släktet Blaptica och familjen jättekackerlackor. Inga underarter finns listade.